# Parc national du Mont-Mégantic
Le parc national du Mont-Mégantic est un parc national québécois situé à la jonction de quatre municipalités, Notre-Dame-des-Bois, La Patrie, Val-Racine et Hampden dans la région de l'Estrie. Ce parc a été créé en 1994 en tant que territoire représentatif de la région naturelle des montagnes frontalières. Il est adjacent à la réserve écologique Samuel-Brisson qui est située au nord-est de celui-ci. Il a une superficie de 59,9 km2.
Le mont Mégantic est le centre géographique approximatif du parc. À son sommet est situé l'Observatoire du Mont-Mégantic, qui est l'observatoire astronomique le plus performant au Canada et à l'est de l'Amérique du Nord.  Une partie du parc est aussi reconnu comme zone importante pour la conservation des oiseaux (ZICO). Il comprend aussi des Écosystèmes Forestiers Exceptionnels (EFE).

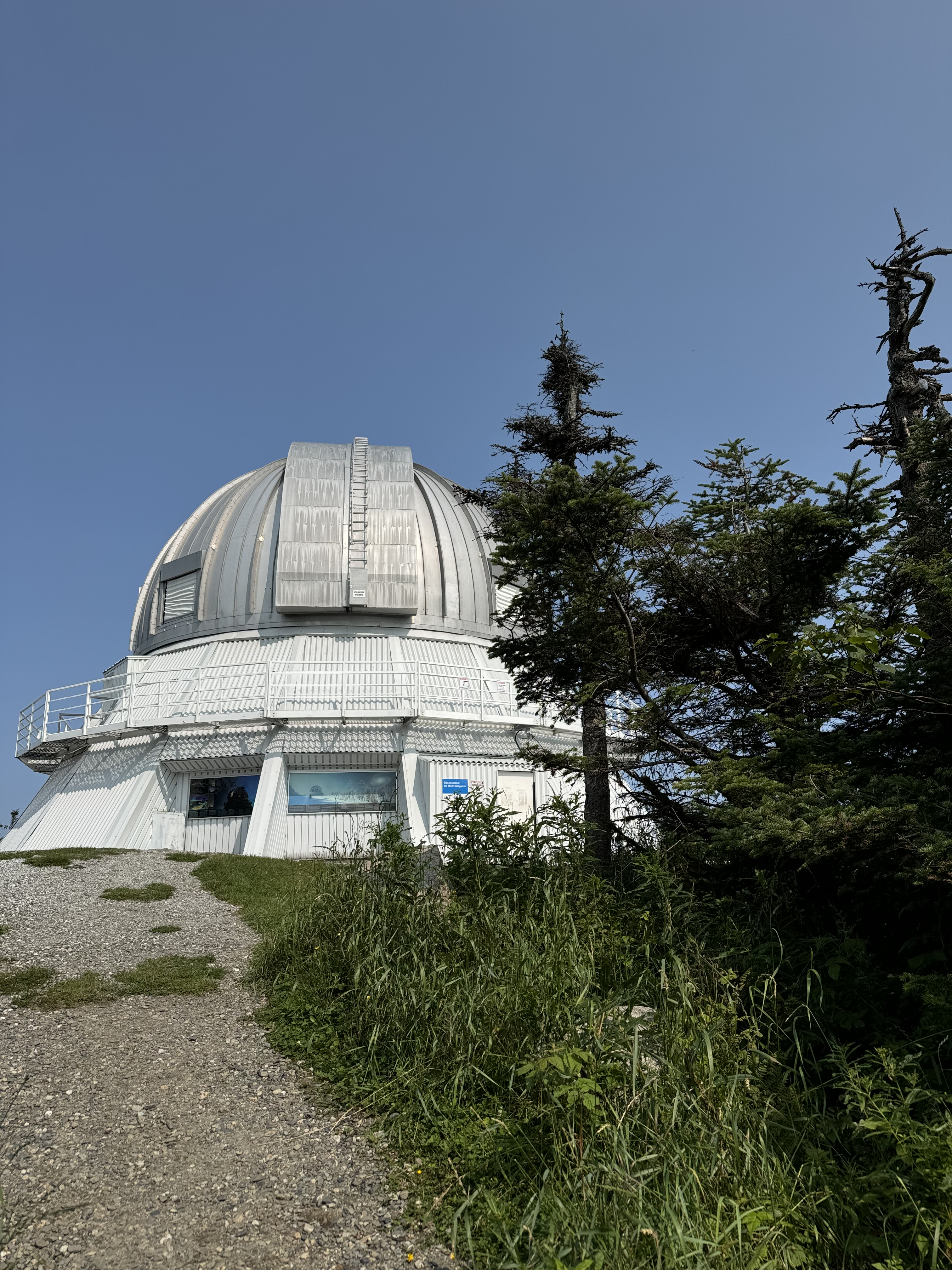
L'Observatoire du mont Mégantic (OMM) est situé à environ 1 100 mètres d'altitude.

Le parc est géré par le gouvernement québécois à travers la Société des établissements de plein air du Québec (SÉPAQ). C'est aussi le parc qui gère les activités de vulgarisation de l'astronomie : ASTROLab, Observatoire Populaire du Mont-Mégantic (OPMM), Festival d'Astronomie Populaire du Mont-Mégantic, visites de l'Observatoire du Mont-Mégantic.
Le parc est aussi accessible par le chemin Franceville, entre Scotstown et Val-Racine. Cette partie du parc, situé plus à l'ouest, est dotée de sentiers pédestres, de pistes de vélo de montagne, d'un terrain de camping et d'hébergements de type tentes aménagées Huttopia et chalets EXP.

## Particularités du parc
Le relief du parc est caractéristique de cette région des Appalaches, les montagnes frontalières, bien que le massif soit en fait la plus oriental des montérégiennes. Quatre sommets sont accessibles par des sentiers de randonnée pédestre, soit le pic de l'Aurore  (~835 m), le mont Victoria (~1 055 m), le mont Saint-Joseph (~1 065 m) et le mont Mégantic (1 105 m).  Par ailleurs, ce dernier est le seizième plus haut sommet du Québec et est le plus élevé accessible en voiture.

Logo

Le parc est principalement connu pour son observatoire scientifique situé au sommet. Cet observatoire est l'hôte d'un télescope à miroir de type Ritchey-Chrétien de 1,6 m de diamètre, le plus puissant au Canada et à l'est de l'Amérique du Nord.  Le site est principalement utilisé par l'Université de Montréal et l'Université Laval qui en sont les propriétaires. Pendant l'été, des visites sont organisées tous les jours. Si les conditions le permettent, l'observation à l'œil nu est possible dans le télescope de 1,6 mètre de diamètre lors du festival d'astronomie du Mont Mégantic, un événement se déroulant habituellement tous les vendredis soir de la mi-juillet à la fin août.
Le 21 septembre 2007, à la suite d'efforts soutenus pour réduire la pollution lumineuse dans la région du Mont-Mégantic, le parc a été reconnu comme première réserve internationale de ciel étoilé par l'International Dark-Sky Association.
Tout près de l'observatoire scientifique se trouve l'Observatoire populaire du Mont-Mégantic (OPMM). Muni d'un télescope de 61 cm de diamètre, il est un des plus grands observatoires multimédia entièrement ouverts au public dans le monde. Il est exploité par l'ASTROLab du parc national du Mont-Mégantic.
Au pied de la montagne, se trouve l'ASTROLab du parc national du Mont-Mégantic.  L’ASTROLab est un musée et un centre d’activités en astronomie dédié au public. On y trouve des expositions fascinantes et une salle multimédia. Le soir venu, sous l’un des plus beaux ciels étoilés du Québec, deux observatoires publics, ainsi que d'autres télescopes et instruments d’observation permettent de découvrir les splendeurs de l’espace et de l'Univers.
Le 13 septembre 2017, la superficie du parc est agrandie de 504 ha pour atteindre la superficie de 59,9 km2. 

## Activités sportives

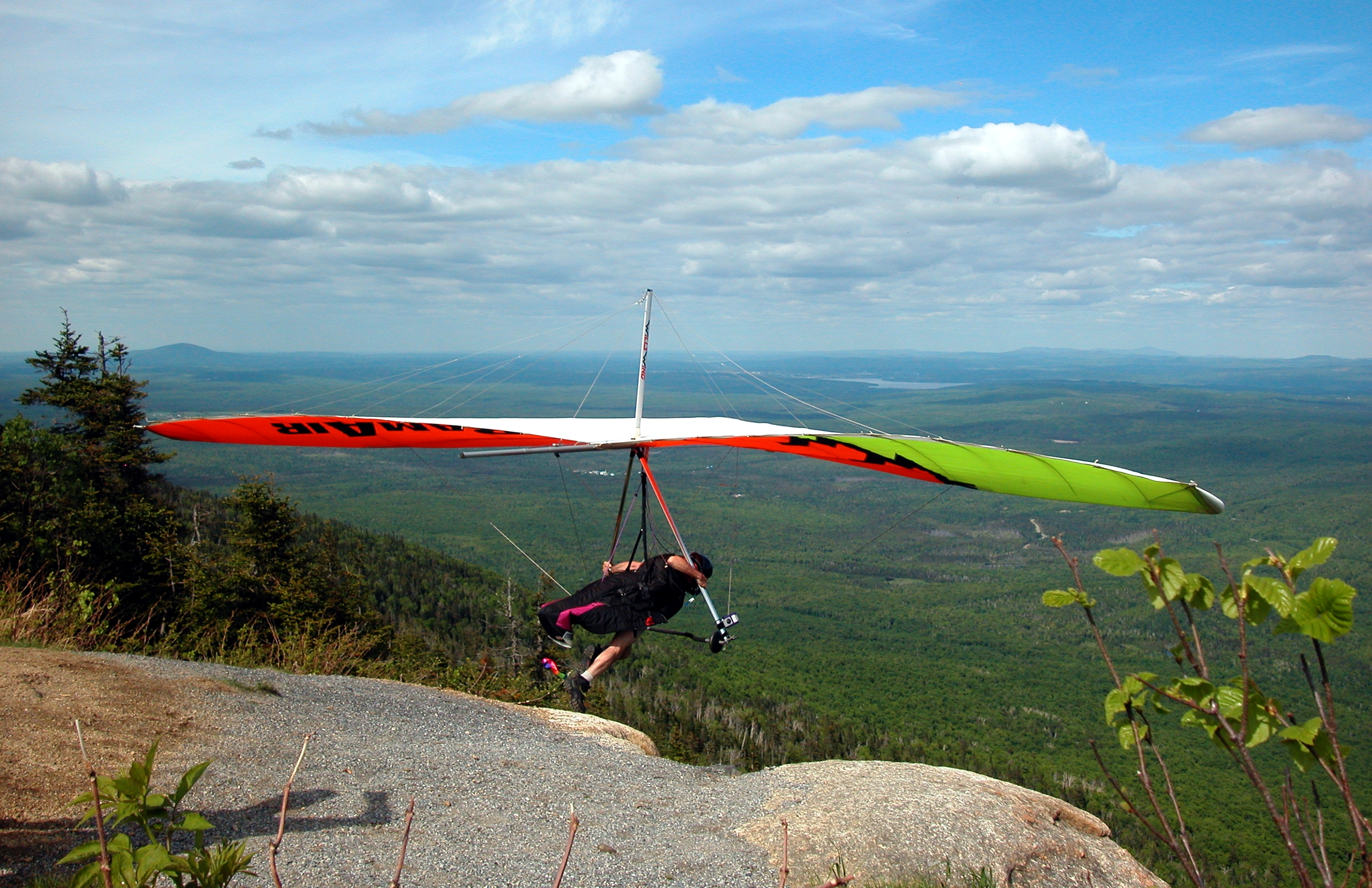
Décollage d'un deltiste sur le mont Saint-Joseph

Outre un réseau de plus de 50 km de sentier de randonnée pédestre dont le sentier des cimes, le parc contient aussi des sentiers de ski de fond et de raquettes.
Bien que peu fréquentes, des conditions de vent favorables permettent à de nombreux deltistes et parapentistes de s'élancer du sommet du mont Saint-Joseph. Les activités de vol sont supervisées par le club de vol libre de Thetford Mines. Le record d'altitude en deltaplane au Québec s'est fait à partir de cette montagne en 2003. L'altitude de 12 300 pieds ASL (au-dessus du niveau de la mer) a été atteint par Marco Levasseur. 
L'ascension du mont Mégantic ou du mont Saint-Joseph à vélo est sans doute la plus difficile au Québec en plus d'être la route la plus élevée de la province. Ses pourcentages élevés sur plusieurs kilomètres donnent un bon défi à ceux qui l'affrontent. Le Tour de Beauce (anciennement Grand Prix de Beauce) s'est fait en partie connaître dans le monde du cyclisme international par cette arrivée en altitude que les organisateurs ont pris l'habitude d'inclure au parcours à chaque édition de l'événement, au mois de juin.